# Oncaea antarctica
Oncaea antarctica är en kräftdjursart som beskrevs av Heron 1977. Oncaea antarctica ingår i släktet Oncaea och familjen Oncaeidae. Inga underarter finns listade i Catalogue of Life.